# Национальная регистрация исторических памятников в Азербайджане
В статье Национальная регистрация исторических памятников в Азербайджане — представлен список архитектурных памятников мирового значения, утверждённый постановлением № 132 Кабинета Министров Азербайджанской Республики от 2 августа 2001 года и указанный для регистрации в Азербайджане.

## Список
- Список архитектурных памятников Азербайджана
- Список археологических памятников Азербайджана
- Список памятников архитектуры национального значения, зарегистрированных в Азербайджане
- Список археологических памятников национального значения, зарегистрированных в Азербайджане
- Список парков, монументальных и мемориальных памятников государственного значения в Азербайджане
- Список памятников архитектуры местного значения, зарегистрированных в Азербайджане
- Список нематериального культурного наследия в Азербайджане
- Защита наследия Азербайджана
- Список исторических заповедников Азербайджана
- Дворец ширваншахов